# Мэйдер, Ребекка
Ребе́кка Ли Мэ́йдер (англ. Rebecca Leigh Mader; род. 24 апреля 1977, Кембридж, Великобритания) — английская актриса.

## Биография
Ребекка Мэйдер родилась 24 апреля 1977 года в Кембридже (Англия). Некоторое время работала моделью в Нью-Йорке, снялась в рекламах таких компаний, как L’Oréal, Colgate и Wella. Актёрскую карьеру она начала в 2000 году. Наиболее известны её роли в сериалах «Все мои дети», «Правосудие», «Остаться в живых» и «Однажды в сказке», а также роли в фильмах «Дьявол носит Prada» и «Безумный спецназ».

## Личная жизнь
В 2003—2008 годы Мэйдер была замужем за бизнесменом Джозефом Эронгино.
С 23 ноября 2016 года Мэйдер замужем во второй раз за продюсером Маркусом Кейном. У супругов двое детей — сын Майло (род. 4 ноября 2019) и дочь Бэйли (род. 2 сентября 2021).

## Избранная фильмография
| Фильмы      | Фильмы                                 | Фильмы                             | Фильмы                                  |
| Год         | На русском языке                       | На языке оригинала                 | Роль                                    |
| ----------- | -------------------------------------- | ---------------------------------- | --------------------------------------- |
| 2006        | Дьявол носит Prada                     | The Devil Wears Prada              | Джослин                                 |
| 2009        | Безумный спецназ                       | The Men Who Stare at Goats         | Дебора Уилтон                           |
| 2011        | Большой выстрел                        | The Big Bang                       | Зои Вигнер                              |
| 2013        | Железный человек 3                     | Iron Man 3                         | агент в потогонном цехе                 |
| Телевидение |                                        |                                    |                                         |
| Год         | На русском языке                       | На языке оригинала                 | Роль                                    |
| 2000        | Мэдиган                                | Madigan Men                        | Ким                                     |
| 2003        | Все мои дети                           | All My Children                    | Морган Гордон                           |
| 2004        | Саманта: Каникулы американской девочки | Samantha: An American Girl Holiday | Корнелия                                |
| 2005        | Закон и порядок: Суд присяжных         | Law & Order: Trial by Jury         | Мелани Феррис                           |
| 2008—2010   | Остаться в живых                       | Lost                               | Шарлотта Льюис                          |
| 2011        | Люди Альфа                             | Alphas                             | Гриффин                                 |
| 2012        | Белый воротничок                       | White Collar                       | Эбигайль Кинкейд                        |
| 2012        | Грань                                  | Fringe                             | Джесика Холт                            |
| 2014—2018   | Однажды в сказке                       | Once Upon a Time                   | Злая ведьма Запада/Зелена Миллс / Келли |

## Дискография
- Kinda Kinky